# Zwischen den Welten (1996)
Zwischen den Welten (Originaltitel Hidden in America) ist ein US-amerikanisches Filmdrama aus dem Jahr 1996. Regie führte Martin Bell, in den Hauptrollen agieren Beau Bridges, Bruce Davison, Jeff Bridges, Frances McDormand und Jena Malone.

## Handlung
Willa und Caroline spielen im Haus von Carolines Eltern, den Millertons, Verstecken. Willa läuft durch das geräumige edel und keine Wünsche offen lassende Anwesen, das über drei Stockwerke geht und auch einen Swimmingpool hat, um ein geeignetes Versteck zu finden. Robbie versteckt sich in einem Baum auf der anderen Straßenseite und beobachtet seine Schwester. Er soll Willa abholen, wartet aber bewusst damit, bis die Millertons zu Abend essen und auch Willa dazu eingeladen haben. Erst dann klopft er an die Tür.
Willas Vater Bill  hat schon zwei schwere Schicksalsschläge hinnehmen müssen, erst hat er seinen 17-jährigen Sohn durch einen Unfall verloren und dann ist seine krebskranke Frau gestorben. Er versucht nun, seinen elfjährigen Sohn Robbie und seine kleine Tochter Willa so gut es geht durchzubringen. Willa leidet seit Tagen unter Husten und Kopfschmerzen, sodass Bill mit ihr die Praxis von Michael Millerton , Carolines Vater, aufsucht. Als er wissen will, was mit seiner Tochter ist, vertröstet ihn der Arzt, dass er ihm erst dann Genaueres sagen könne, wenn die Ergebnisse der gemachten Test vorlägen.
Beim Lebensmitteleinkauf verschlingen die Kinder so viele der Gratisproben, wie sie können, bis der Angestellte ihnen sagt, dass die Proben nur ein Anreiz zum Kaufen sein sollen. Robbie tut so, als würde er die entsprechenden Artikel kaufen, lässt sie dann aber auf einem Regal liegen, und geht weiter. Als sie an der Kasse bezahlen sollen, hat Bill nicht genug Geld, um alle eingekauften Lebensmittel auszulösen, also ist er gezwungen, einige zurückzustellen.
An diesem Punkt  beginnt Robbie die Schule zu schwänzen, um Wege zu finden, Geld zu verdienen. Zuerst hilft er Leuten, ihre Einkäufe zum Auto zu bringen, dann läuft er durch den Park und sucht nach Dosen und Flaschen zum Recyceln. Schließlich stößt er auf einen Mechaniker namens Gus, zu dem sich eine Freundschaft entwickelt.
Bei Caroline zu Hause stiehlt Willa beim Spielen etwas Essen aus der Speisekammer der Millertons und versteckt es in ihrer Schultasche. Carolines Mutter bemerkt das, spricht sie aber nicht darauf an, weil sie nicht weiß, was sie sagen soll. Aus schlechtem Gewissen  gibt sie Willa jedoch eine Tüte Äpfel mit nach Hause, als diese gerade gehen will.
Bill muss eine Doppelschicht im Fast-Food-Restaurant arbeiten, sodass er Willa nicht zu ihrem Arzttermin bringen kann. Michael trifft Bill auf der Arbeit, um ihm ein Update über Willa zu geben. Er erklärt ihm, dass Willas Immunsystem ziemlich schwach sei, weil sie nicht genug Eisen mit der Nahrung aufnehme. Auch informiert er ihn darüber, dass Willa jetzt in dem Alter sei, in dem jede Zeitspanne ohne ausreichende Ernährung lang anhaltende Folgen nach sich ziehen könnte. Ob Willa diese später noch einmal aufholen könne, sei fraglich.
Bill geht zu einem Vorstellungsgespräch in einem schicken Restaurant, das einen Hilfskellner sucht. Der Manager stellt ihn ein und sagt ihm, er könne bereits kommenden Montag anfangen. Bill ist so glücklich, dass er seinen Job im Schnellrestaurant kündigt und Willa sagt, sie könne Caroline zum Abendessen einladen. Bevor er jedoch seinen neuen Job antreten kann, erfährt er, dass der Besitzer den ausstehenden Job an seinen Neffen vergeben hat. Bill ist mehr als sauer, weil er nun arbeitslos ist und eine Menge Geld für Kleidung ausgegeben hat, die er nun nicht mehr braucht. Zu Hause wird Caroline Zeuge, wie Bill in einen Wutanfall gerät und mit Möbeln wirft. Als Michael kommt, um seine Tochter abzuholen, hört er von Bills neuester Pechsträhne und lädt ihn für den kommenden Sonntag zum Essen zu sich nach Hause ein. Bill lehnt jedoch ab und meint, Wohltätigkeitsessen könne er nicht verdauen.
Am nächsten Tag findet Bill über eine Zeitarbeitsfirma einen Job in einer Autowaschanlage. Er kommt nach Hause, wo er nichts Essbares vorfindet, was seine Meinung über das Grillfest bei den Millertons ändert. Das Zusammentreffen der Familien, auch Carolines Großeltern sind anwesend, gestaltet sich jedoch schwierig, da vor allem sie mit den Janusons nichts gemeinsam haben und ein Gespräch nicht zustande kommen will. Einzig Willa und Caroline scheinen sich auf dem Fest wohlzufühlen. Bill vertraut Michael an, dass seine Familie, bevor sie seiner Einladung gefolgt sei, seit mehr als einem Tag nichts mehr gegessen habe.
In dieser Nacht beginnt sich Willas Gesundheitszustand deutlich zu verschlechtern. Sie weint und hustet die ganze Nacht. Das Einzige, was Bill tun kann, damit sie sich etwas besser fühlt, ist, ihr ein Schlaflied vorzusingen. Als Bill schließlich erkennt, dass er keine andere Wahl hat, bricht er in sich zusammen und beantragt zum ersten Mal in seinem Leben Lebensmittelmarken. Er verbringt den ganzen Tag bei der „North Seattle Food Bank“ und wird von einer Schlange zur anderen geschoben, bis man ihm schließlich sagt, dass er frühestens in fünf Tagen Hilfe bekommen könne.
In der Autowerkstatt erzählt Gus Robbie, dass das Auto, das sie zu reparieren versucht haben, fast fertig sei bis auf einen neuen Vergaser, den man noch einsetzen müsse. Robbie rennt nach Hause, um Geld für den Kauf zu besorgen. Er nimmt das Geld, das Bill für die Miete gespart und versteckt gehalten hat. Während er noch in der Wohnung ist, wird er von seinem Vater bemerkt, was zu einem Streit zwischen beiden führt. Bill hat inzwischen herausgefunden , dass Robbie seit drei Wochen die Schule geschwänzt hat, aber er erfährt nichts von dem Geld. Robbie sagt ihm, „ein Mann ist kein Mann, wenn er nicht seinen Beitrag leistet“ und erinnert Bill an etwas, das er früher gesagt hat, dass er „nur ein weiteres Maul zum Füttern“ sei. Er sagt Robbie, er solle wieder zur Schule gehen, aber stattdessen kauft Robbie das Teil, das er braucht, und bringt es zu Gus. Am nächsten Tag erzählt sie  ihm, dass sie einen Käufer gefunden habe, der bereit sei, 1.855 Dollar für das Auto zu zahlen und dass sie dieses Geld aufgrund seiner umfangreichen Hilfe mit ihm teilen wolle. 
Zufällig kommt Bill an einer Baustelle vorbei, schließt sich in seiner Verzweiflung den arbeitenden Männern an und nimmt die Arbeit auf. Obwohl er keine Anstellung hat, lässt man ihn arbeiten, weil man seine Hilfe gerade gut gebrauchen kann. Am Ende des Tages beschließt der Aufseher, Bill einzustellen, nachdem er gesehen hat, wie hart er arbeiten kann.
Unterdessen geht Robbie zu Gus und muss feststellen, dass das instandgesetzte Auto nicht mehr da ist. Gus konnte den Wagen leider nicht mehr verkaufen, da Angela, ein Mädchen, das mit ihr zusammenarbeitet, sich das Auto in der Nacht zuvor ausgeliehen hatte, um ihren Freund zu besuchen und dabei in einen Autounfall verwickelt worden ist. Gus versucht Robbie zu erklären, dass das kein Weltuntergang sei, aber sie kennt die schlimme Situation nicht, in der er sich befindet. Als Robbie nach Hause kommt, versucht Willa ihn zu trösten, da sie spürt, dass er sehr erregt ist. Robbie ignoriert sie jedoch, sodass Willa nach draußen geht. In dem Glauben, dass es keine Hoffnung mehr gibt, wirft Robbie die Zeitkapsel, die er gebastelt hat, in den Müll und schreibt dann auf den Badezimmerspiegel: „Ein Mund weniger zu stopfen.“ Er steigt unter die Dusche, nimmt seinen Gürtel ab und bindet ihn an den Duschkopf.
Als Bill nach Hause kommt, findet er Willa, die auf der Außentreppe auf ihn wartet. Er ist aufgeregt, ihr und Robbie von seinem neuen Job als Bauarbeiter zu erzählen. Sie gehen hinein und finden Robbie ohnmächtig in der Badewanne. Der Duschkopf war, in diesem Fall glücklicherweise, kaputt. Robbie, der im Krankenhaus liegt, ist inzwischen aufgewacht und gesteht seinem Vater, dass er Geld gestohlen habe. Bill ist jedoch einfach nur froh, dass Robbies Versuch, sich zu töten, glimpflich abgelaufen ist und sein Sohn wieder gesund wird. Später sehen wir Willa und Caroline, die in einem Park spielen. Caroline bemerkt, dass Willa traurig ist, versucht aber, so zu tun, als ob nichts wäre. Spielerisch beginnt sie, Blumenblätter nach Willa zu werfen, die jedoch zu müde ist, um mitzuspielen.

## Dreharbeiten
Der Film wurde in Toronto gedreht. Er wurde von End Hunger Network mitproduziert, einer Organisation, die sich der Hungerbekämpfung widmet.

## Rezeption

### Kritik
Frederic und Mary Ann Brussat schrieben auf der Seite Spirituality & Practice, es handele sich um „ein nachdenkliches Porträt sowohl der Gefahren der Armut als auch der schwierigen Dynamik des Mitgefühls.“ Der Film sei „ein rührendes Drama über einige sehr beunruhigende ethische Fragen.“ Der Regisseur verstand es „dieses erschütternde Drama mit genau der richtigen Note.“ zu inszenieren. („A thoughtful portrait of both the perils of poverty and the difficult dynamics of compassion […] a touching drama about some very troubling ethical issues. Martin Bell directs this harrowing drama with just the right touch.“)

### Auszeichnungen
- Der Film wurde im Jahr 1997 in der Kategorie „Beste Mini-Serie/Bester TV-Film“ für den Golden Globe Award nominiert.
- Beau Bridges, Frances McDormand und der Kameramann James R. Bagdonas wurden 1997 für den Emmy nominiert.
- Das Drehbuch von Peter Silverman und Michael De Guzman gewann einen Emmy.[3]
- Beau Bridges und Jena Malone wurden 1997 für den Golden Satellite Award nominiert.
- Beau Bridges wurde 1997 für den Screen Actors Guild Award nominiert.
- Shelton Dane wurde 1997 für den Young Artist Award nominiert.
- Die Drehbuchautoren wurden 1998 für den Writers Guild of America Award nominiert.